# Miguelito García
Miguelito García Morales (* 5. Juli 1902 in Havanna; † 5. April 1993) war ein kubanischer Sänger.
García begann seine musikalische Laufbahn 1921 als Sänger in der Son-Gruppe Los 21 und später im gleichen Jahr der Gruppe Crema de Viè. 1923 gründete er ein Quartett mit Justa García, Julio Antonio Font und Alberto Montalvo. 1925 bildete er ein Duo mit der Sängerin, Komponistin und Gitarristin María Teresa Vera. Im Folgejahr gründete er mit ihr und Ignacio Piñeiro das Sexteto Occidente, das in den USA Plattenaufnahmen einspielte.
Nach seiner Rückkehr gründete er ein Quartett aus Vokalisten und Gitarristen mit Pablo Quevedo, Vitalio Mata und Rafael Enrizo. 1928 wurde er Solosänger und Keyboarder Mitglied des Septeto Habanero, das in dem US-amerikanischen Film Hell Harbour (mit Lupe Vélez, Regie Henry King) mitwirkte. García spielte dort die Botija und sang die Songs Canción del amor del Caribe, Noche Azul von Ernesto Lecuona und den Son María Teresa.
In den 1930er Jahren gehörte García den Orchestern von Ernesto Muñoz, Andrés Laferté, Neno González und Antonio Arcaños Gruppe Arcaño y sus Maravillas an. 1937 wurde er Mitglied von Ramón González’ Jazzband Havana-Casino, mit der er u. a. im Radiosender Autran auftrat. Ab 1939 trat er achtzehn Jahre lang mit Luis Azcárates Orchester im Club Unión de Panamá auf, später leitete er dort ein eigenes Orchester. 1957 kehrte er nach Kuba zurück. Dort war er Mitglied des Conjunto Típico de Sones und später der Tanda de Guaracheros.